# سیارک ۹۶۶۹
سیارک ۹۶۶۹ (به انگلیسی: 9669 Symmetria، نامگذاری:1997NC3) نه هزار و ششصد و شصت و نهمین سیارک کشف شده‌است که در ۸ ژوئیه ۱۹۹۷ کشف شد.
قدر مطلق سیارک برابر ۱۳٫۱۰ است.